# Klaas Nuninga
Klaas Nuninga est un footballeur néerlandais né le 7 novembre 1940 à Winschoten. Il fait partie du Club van 100.

## Carrière
- 1964-1969 : Ajax Amsterdam  Pays-Bas

## Palmarès
- Champion des Pays-Bas en 1966, 1967 et 1968
- Vainqueur de la Coupe des Pays-Bas en 1967

- 19 sélections et 4 buts avec l'équipe des Pays-Bas entre 1963 et 1967.